# Jan Kekule ze Stradonic
Jan Kekule ze Stradonic byl od roku 1562 třeboňským hejtmanem, dohlížel též na stavbu rybníka Vdovec.

## Život
Jan Kekule ze Stradonic je doložen v několika zdrojích, kde jsou zmiňovány dvě jeho hlavní činnosti v Třeboni a okolí. Jednak dohlížel společně s Mikulášem Ruthardem z Malešova na výstavbu rybníka Vdovec, který se původně dle mapy z roku 1564 rozkládal od samoty Vitmanov až k samotě U Dušák a svou plochou překryl současné rybníky Nový Vdovec, Ženich, Vyšehrad, Stolec, Nový Spálený, Dušákovský a velkou část lesa Modříč.
Jan byl jmenován hejtmanem Třeboně 7. 7. 1562 Vilémem z Rožmberka. Při té příležitosti mu byly vystaveny speciální instrukce k funkci. Po jeho jmenování hejtmanem došlo k poměrně velkému požáru města vzniklém od jednoho postřihovače, kdy vyhořelo 48 stavení a byly poškozeny i zámecké kanceláře. Na místě 2 vyhořelých domů byla postavena nová radnice.

## Popis požáru
Jan Kekule o požáru referoval Vilémovi z Rožmberka takto: „Waší Mti o nešťastné přjhodě oznamuji, která jesti se stala wčera, to jest w sobotu po božím, těle, hned po odjezdu WMtii skrze oheň, který jest wyšel od Jana postřihače, že jest wyhořelo 48 domů, na zámku kancelář wšecka, a nad pokojem m^m strop zprohořel, a před týmž pokojem pawlače dolů spadly^ a obročnic se těžce obhájilo, a kolna za městem kdež jsau teneta a wazby k rybníkům bylj» wSecký shoře1y i několik kusů střelby i w obecních parkanicb^ a tak jest k bájeni žádnému přijíti nemohlo pro prudkost ohně a mostu jednoho shořeni a tak jest strana wsecka shořela po zámek a rathaus, a k druhému konci až po Bartoše kožešníka. A tak jsem nazejtři téhož Jana postřiliače před sebe obeslaly a jemu jsem jeho neopatrnost stižil, a kterak jest se poddaném WMti přihodilo, a že je o žiwnost připrawil, a tak jsem jej pod 500 kopami gr, č. na záwazek wzal až do příjezdu WMti. S tím WMt pánu bohu poraučim. Datum na Třeboní w neděli po božím těle.“